# ديونتاي وايلدر
ديونتاي وايلدر (بالإنجليزية: Deontay Wilder)‏ مواليد 22 أكتوبر 1985 في توسكالوسا، ألاباما، الولايات المتحدة، هو ملاكم محترف أمريكي يصنف ضمن فئة الوزن الثقيل. حقق بطولة المجلس العالمي للملاكمة. شارك في دورة الألعاب الأولمبية الصيفية سنة 2008 وحقق الميدالية البرونزية فيها.

## إحصائيات
خاض خلال مسيرته 45 نزال ، فاز في 42 ، 41 منهم بالضربة القاضية ، هزيمة 2 من tyson fury ، وتعادل 1 من tyson fury.

## الميداليات
| الميدالية | المسابقة                       |
| --------- | ------------------------------ |
| برونزية   | الألعاب الأولمبية الصيفية 2008 |

## وصلات خارجية
- ديونتاي وايلدر على موقع بوكس ريك (الإنجليزية) (registration required)
- ديونتاي وايلدر على موقع أوليمبيديا (الإنجليزية)

- الموقع الرسمي